# Castillo Dolbadarn (Turner)
El Castillo Dolbadarn ( en inglés:Dolbadarn Castle ) es una pintura al óleo realizada por JMW Turner entre los años1798 y 1799 que representa el Castillo Dolbadarn. La obra fue parte de un cuerpo de trabajo completo realizado por Turner durante una gira por la región, que incluía Dolbadarn, Llanberis y otras partes de Snowdonia. Muchos de los estudios de apoyo se pueden encontrar en un libro de dibujo conservados en la Tate Britain (registro: TB XLVI). Cuando Turner regresó a su estudio de Londres, desarrolló estos bocetos en una serie de pinturas más logradas de Gales del Norte, incluyendo esta pintura que ahora se conserva en la Biblioteca Nacional de Gales.
Esta pintura es particularmente conocida por ser uno de los dos cuadros que Turner presentó para conseguir su diploma en la Royal Academy of Arts el año 1800.

## Descripción
La pintura es una representación de un evento de artistas del siglo XIII de una cierta importancia en la historia de Gales. Representa Owain Goch, el hermano del príncipe Llywelyn ap Gruffudd, siendo apresado por los soldados en la prisión del castillo de Dolbadarn. Owain fue encarcelado en el castillo entre 1255 hasta 1277, año en que cuando fue liberado. El encarcelamiento de Owain, vestido de rojo, fue un evento histórico importante, ya que dejó a su hermano Llywelyn libre para concentrarse en la unión de Gales.
El marco del cuadro fue especialmente encargado por el pintor John Jones, de Londres, alrededor de los años 1940. La obra fue adquirido por la Biblioteca Nacional de Gales con la ayuda de National Art Collection Fund y The National Lottery. El medio empleaado es el óleo en un panel de madera y el área visible mide 45,5 x 30 cm., con el marco 62 x 50 cm.

## Europeana 280
En abril de 2016, la pintura Castillo Dolbadarn fue seleccionada como una de las diez más grandes obras artísticas de Gales por el proyecto Europeana.